# Пырейник сибинский
Пыре́йник сиби́нский (лат. Elymus sibinicus) — вид однодольных растений рода Пырейник (Elymus) семейства Злаки (Poaceae). Впервые описан Ю. А. Котуховым в 1992 году.

## Распространение, описание
Считается в отдельных источниках эндемиком Казахстана, однако были отмечены участки произрастания вида в Сибири (Россия).
Травянистое растение с очерёдным листорасположением. Листья простые, ланцетной либо линейной формы, с острой верхушкой. Соцветие — колос, несёт мелкие цветки размером до 1 см. Плод — зерновка жёлтого цвета.